# Житник Анатолій Архипович
Анатолій Архипович Житник (нар. 1945, Ташань) — український письменник, член Національної спілки письменників України.

## Біографія
Народився у селі Ташані Переяслав-Хмельницького району Київської області в сім'ї службовця-вчителя. 1963 року закінчив Ташанську середню школу і став працювати слюсарем в колгоспі та літературним працівником в районній газеті. З 1967 по 1972 рік навчався на юридичному факультеті Київського університету. 
Працював юристконсультом міжколгоспної юридичної групи та райспожиспілки; в редакції журналу «Сільські горизонти», фейлетоністом журналу «Перець», редактором сатиричного відділу газети «Вечірній Київ». Був засновником та головним редактором газет «Турбота» та «Кримінальний огляд». Був членом КПРС.

## Творчість
З 1963 року виступав у пресі з віршами, гуморесками, фейлетонами. Друкувався в журналах «Хлібороб України» та «Сільські обрії».  
Автор
- збірки сатири та гумору «Зустріч з ескулапом» (1986);

- повістей:
  - «Зайвий свідок»;
  - «Жакан»;
  - «Рогова оправа».
- оповідань:
  - «Стрибок у прірву»;
  - «Алібі»;
  - «Перстень з рубіном»;
  - «Кримплен»[2].